# 千田城
千田城（ちだじょう）は、千葉県香取郡多古町千田にあった日本の城。

## 歴史
古くからこの地に栄え、平安時代末期に絶大な権勢をほこった千葉一族の千田氏が千田荘を支配するため、築いた城であるとされる。
藤原親政に代わって千葉氏が支配するようになったが、室町時代中期、千葉胤直・胤宣父子と叔父馬加康胤・原胤房の骨肉の争いで千葉宗家は断絶し、その後千葉氏一族は北条氏と戦い、敗退した。千田城もその頃廃城となったとされる。
千田は現在では芝山町との境界の小さな集落になっているが、かつては広大な領域を有していた。

## 現在
千田台遺跡とも呼ばれ、県の発掘調査では中近世遺構として、溝や土坑、掘立柱建物跡などが確認された。
現在はフェンスで囲まれた立入禁止の平地となっている。 

## 所在地
- 千葉県香取郡多古町千田字木城地